# Krummin
Krummin ist eine Gemeinde im Landkreis Vorpommern-Greifswald. Krummin liegt im Nordwestteil der Insel Usedom an einer Ausbuchtung des Peenestroms, der Krumminer Wiek. Die Gemeinde wird vom Amt Am Peenestrom mit Sitz in Wolgast verwaltet. Bis zum 1. Januar 2005 war Krummin Teil des Amtes Wolgast-Land.

## Geografie und Verkehr
Krummin liegt rund fünf Kilometer östlich von Wolgast und drei Kilometer westlich von Zinnowitz. Etwa zwei Kilometer nördlich der Gemeinde verläuft die Bundesstraße 111. Südlich der Gemeinde befindet sich der Peenestrom. Krummin liegt auch im Naturpark Insel Usedom.

## Ortsteile

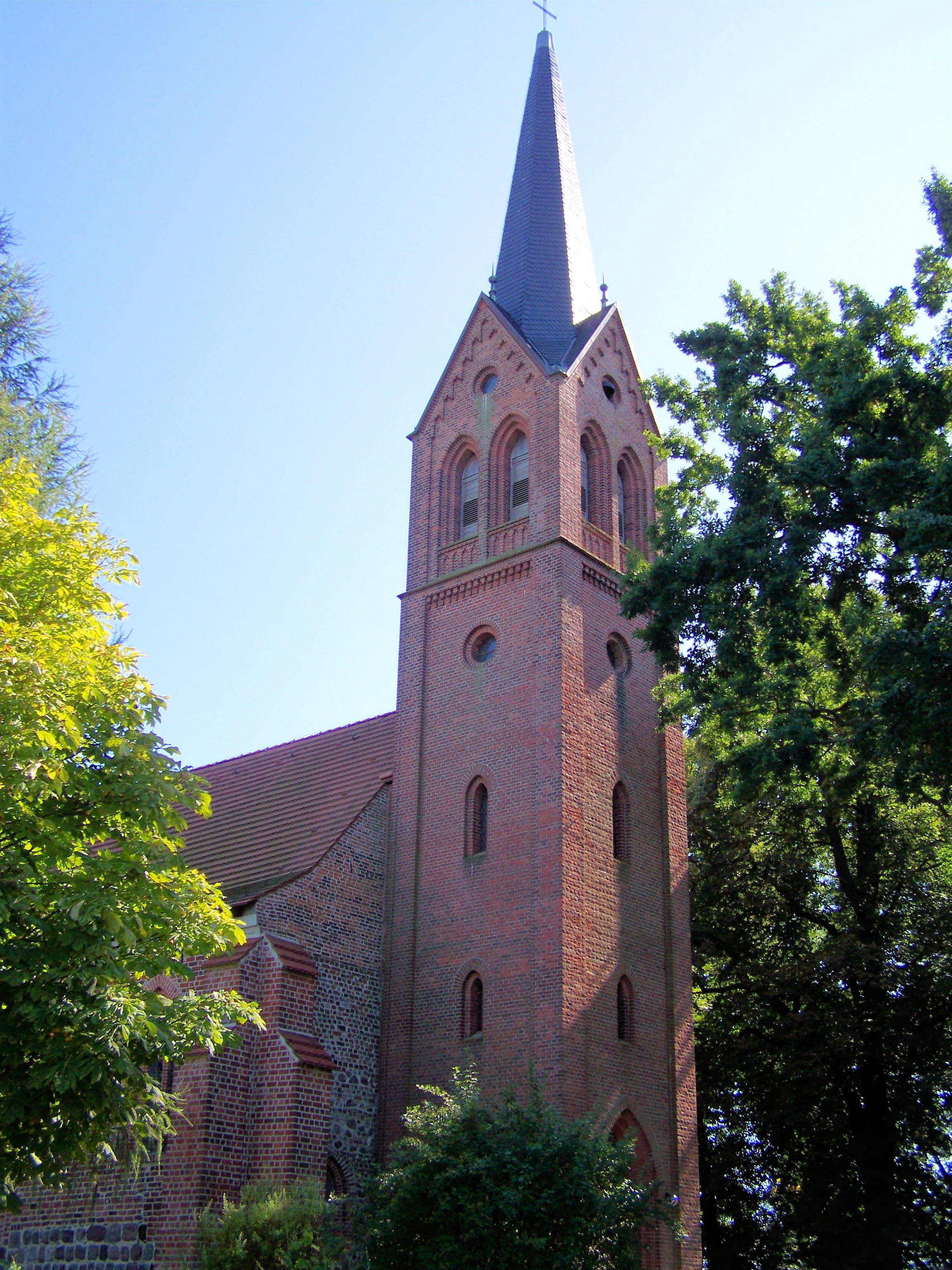
Kirche St. Michael in Krummin

| - Krummin - Neeberg | Wüstungen und Wohnplätze - Gnecov (Wüstung) |

## Geschichte

### Krummin
Krummin wurde 1230 erstmals als „Crominino“ urkundlich erwähnt. Der Name wird als Brotschnitte – Kruste gedeutet. Um 1250 wurde die spätere Klosterkirche St. Michael gebaut. Im Jahr 1290 bestätigt Herzog Bogislaw IV. das von Herzog Barnim I. an Johann Voß vergebene Patronat der Kirche von Krummin den Söhnen desselben, Heinrich, Friedrich und Konrad. In den Jahren 1302 und 1303 wurde das Kloster Krummin als Filialgründung des Zisterzienserinnen-Klosters Wollin errichtet. 1305 wurde das Krumminer Kloster von seinem Mutterkloster endgültig getrennt. Es befand sich an der Südseite der Kirche.
Nach der Reformation von 1534 und der nachfolgenden Säkularisation wurde Krummin mit seinem Landbesitz in eine Domänenbesitz gewandelt. Während des Dreißigjährigen Krieges starben im Ort 43 Menschen an der Pest, und die Klosteranlage wurde teilweise zerstört. 1675 erhielt der schwedische Feldmarschall und Staatsmann Carl Gustav Wrangel das Dorf als Geschenk. Vom Dreißigjährigen Krieg bis zum Jahr 1720 gehörte Krummin zu Schwedisch-Pommern und kam nach dem Frieden von Stockholm wie die gesamte Insel Usedom zum Königreich Preußen. 1833 wurde das Dorf von Heinrich Ludwig von Corswandt käuflich erworben.
Von ihm und seinen Nachfolgern wurde ein stattlicher Gutshof mit Gutshaus, Wirtschaftsgebäuden und einem Park errichtet. Westlich des Dorfes wurde eine Holländerwindmühle errichtet. Das Gut wurde um 1880 noch ausgebaut und modernisiert. Die Corswants gingen auf höhere Schulen und wurden Offiziere. Der Grundbesitzer Otto von Corswant war 1918 Hauptmann.
Das Dorf war nun ein Angerdorf, das in seiner Form aber zum Gutsdorf tendierte, westlich das dominante Gut, in der Mitte die Kirche mit dem Kirchhof und dem inzwischen weitgehend abgeräumten Klostergebäuden. Südlich lag der Fischereihafen und östlich die Landarbeiter- und Fischerhäuser. Es gab nur wenige Bauernhöfe, die auch noch sehr klein waren. Im letztmals 1939 amtlich publizierten Landwirtschaftlichen Adressbuch für die preußische Provinz Pommern wird das Rittergut Krummin mit einer Größe von 516 ha ausgewiesen. Eigentümer war der Regierungsrat a. D. Richard von Corswant. Der damalige Verwalter hieß Karl Voigt. Im wirtschaftlichen Mittelpunkt stand die Rindviehzucht und die Schafswirtschaft. Man betrieb Kartoffel- und Süßlupinen-Vermehrung.
Das änderte sich erst mit der Bodenreform nach 1945, erst die kleinen Neubauernwirtschaften, dann die LPG-Betriebe. Nach und nach verschwanden die Gutsgebäude, jetzt sind nur noch wenige erkennbar. Vom Gutshaus ist nur noch ein Teilgebäude erhalten, das aber aufwendig zu einem Feriendomizil ausgebaut wurde. Der Gutspark ist bis auf einige Restgehölze auch verschwunden. Die nach 1960 errichteten LPG-Gebäude nördlich des Dorfes sind inzwischen Ruinen oder bereits abgeräumt. Auch im Dorf hat sich der Tourismus ausgeweitet, mit Gaststätten, Ferienwohnungen und dem stark vergrößerten Seglerhafen.
Am 1. Juli 2010 wurden die Teile, die nördlich der Bundesstraße 111 liegen, von der Gemeinde Krummin an die Gemeinde Mölschow übergeben. Davon waren 23 Einwohner auf ca. 19,6 ha betroffen.

### Neeberg
Neeberg wurde 1230 erstmals als „Nebregome“ urkundlich erwähnt. Darin bestätigte Bischof Conrad II. der Kirche von Bucow den Zehnten aus einigen Dörfern, darunter Neeberg. Der Name wird als „hüten, bewahren“ gedeutet.
Neeberg war ein kleines Bauern- und Fischerdorf, von der Form her ein Rundling mit einer Ringstraße. Erst nach 1945 entstand zu DDR-Zeiten östlich der alten Dorflage eine ausgedehnte Bungalowsiedlung. Am 1. Juli 1950 wurde Neeberg eingemeindet. Nach 1990 hat sich nur wenig geändert.

### Gnecov (Wüstung)
Gnecov wurde 1230 als solches erstmals urkundlich genannt. Es ist die gleiche, wie bei Neeberg. Die zweite und letzte Erwähnung stammt mit „Gneuchowe“ von 1288. Der slawische Name wird mit „Zorn“ gedeutet.
Die Lage ist nicht überliefert, auch in alten Karten gibt es keinen Hinweis. Möglich ist die Gegend nördlich von Krummin etwa dort, wo jetzt der neue Friedhof ist. Wie auf ganz Usedom gibt es wenig archäologische Hinweise aus der Slawenzeit, weil kaum lineare Grabungen (wie z. B. Straßen, Gasleitungstrassen usw.) durchgeführt wurden.

## Wappen, Flagge, Dienstsiegel
Die Gemeinde verfügt über kein amtlich genehmigtes Hoheitszeichen, weder Wappen noch Flagge. Als Dienstsiegel wird das kleine Landessiegel mit dem Wappenbild des Landesteils Vorpommern geführt. Es zeigt einen aufgerichteten Greifen mit aufgeworfenem Schweif und der Umschrift „GEMEINDE KRUMMIN * LANDKREIS VORPOMMERN-GREIFSWALD“.

## Sehenswürdigkeiten

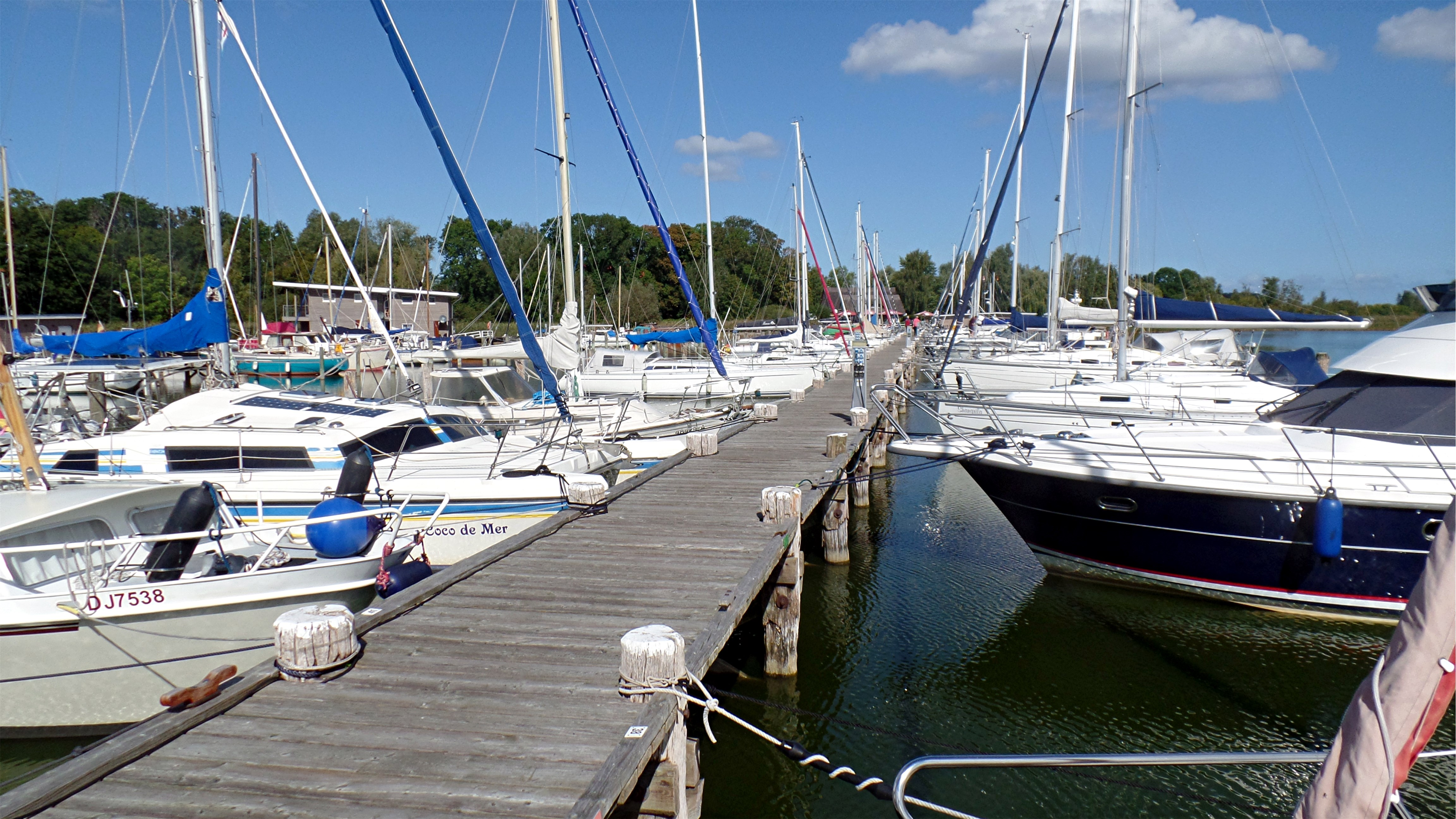
Naturhafen Krummin

- St.-Michael-Kirche (Krummin), gotische Klosterkirche aus dem 13. Jahrhundert
- Naturhafen Krummin
- Lindenallee von der B 111 nach Krummin
- Gutshaus Krummin: Zweigeschossiger, kleiner Putzbau

## Persönlichkeiten
- Wilhelm Meinhold (1797–1851), Pastor, schrieb in Krummin Maria Schweidler, die Bernsteinhexe
- Aurel Meinhold (1829–1873), Sohn von Wilhelm Meinhold, katholischer Priester und Schriftsteller
- Richard von Corswant (1841–1904), deutscher Politiker, MdHdA
- Elsa von Corswant (1875–1957), deutsche Malerin
- Horst Dequin (1927–2008), deutscher Tropenlandwirt aus Neeberg